# 愛のセメント漬け
愛のセメント漬け（あいのせめんとづけ）とは、藤森千夜子によるレディースコミックの短編。メディアコミックス出版。

## 概要
キャッチコピーは「貴方たちが許せない」。
藤森千夜子の代表作であり、関連雑誌に幾度も再掲されている。レディースコミック作家の中でも、藤森千夜子は陰惨な話を好んで書くことで知られているが、本作はファンの間でも特に傑作として名高い。

## ストーリー
大病院の跡取り娘として大切に育てられてきた綾は、8年前に親の猛反対を押し切って、意中の相手である桂木と駆け落ちしてしまう。綾は何もかも失うことになってしまったが、それでも桂木と一緒になったことを後悔することはなく、彼と幸せな夫婦生活を送っていた。しかし、結婚当初から桂木が言い続けてきた「子供が欲しい」という願いとは裏腹に、不妊治療などの甲斐もなく綾は子宝に恵まれず、次第に夫婦の間で子供の話はしなくなってしまった。
そんな矢先、綾は同じマンションに住む主婦仲間を自宅に招いた際、「お宅のご主人を隣町で見た」という話を耳にする。「主人は出張中だから見間違い」だと綾は否定するものの、一抹の不安を覚えてしまい、真偽を確かめるため夫の会社に電話をしてみると、「出張は2日前で終わっている」という内容の返答があり、綾の心の中で夫に対する疑惑が確信へと変わる。そして綾は、主婦仲間から聞いた隣町へと足を運んでみると、そこに若い女と楽しそうに腕を組んでる桂木の姿があった。その夜、出張から帰ってきたという体の夫に、綾は事の真相について問いただすと、彼は観念した様子で「分かっているなら、何も聞かずに僕と別れてくれ」と懇願してくる。しかし、綾は頑として拒み続け、この一件が原因となって桂木は家にめったに帰ってこなくなる。
綾は愛人の家をついに突き止め、直接乗り込んで夫と別れてくれるよう愛人に説得を試みるが、彼女は逆に「あの人のことは諦めて」と述べてきた。すると、奥から生まれ幾ばくも経っていないであろう幼児が姿を現す。綾はその子供を見て愕然としていると、愛人は「そう、この子はあの人の子供」「だからこそ、あの人には自分たちの方が必要だ」と主張し、まるで引く様子を見せなかった。そんな彼女の態度に綾は激高すると、それまで隠れていた桂木が突如として姿を現し、「僕の人生にもう君は必要ない！」と侮蔑の言葉をつげてきた。
翌日、桂木は会社から綾のいる自宅に電話をし、「荷物を取りに行く。そして、今後のことについても話し合いたい」という要件を伝えてきた。その夜、桂木は自宅のマンションへ久しぶりに訪れ、リビングで今後のことについて話し合いながら綾に出されお茶を口にすると、彼女の入れた強力な睡眠薬で瞬く間に寝入ってしまう。しばらくして目を覚ますと、浴槽の中でロープで身体をグルグル巻きにされ、下半身をセメントで固められた自身の姿に気づかされる。そして、すぐそばにいた綾にここから出すよう要求すると、彼女はにこっと笑みを浮かべ、「見せたいものがある」と告げて浴室を後にする。桂木は何事かと思っていると、浴室にふたつの物体が投げ込まれた。よく見てみると、それは変わり果てた愛人の悦子と隠し子の淳一であった。悲しみに暮れる桂木に対し、綾は「あなたのためにやった」「これであなたはもう責任を感じる必要はない」と優しく語りかけてくる。桂木もとうとう観念し、再び家にへ戻ると告げる。しかし、そんな都合のいい話が通るはずもなく、セメントを注ぎ足されて首だけの状態となってしまう。ここにきて、ようやく自分の犯した過ちに気づかされた桂木は、死への恐怖に苛まれながらも「もう一度、やり直そう」と必死に命乞いをする。しかし、無情にもその言葉は通ることはなく、桂木はついに生き埋めとなってしまった。そして、そんな夫の遺体を抱きしめ、綾の幸せが再び戻るのであった。

## 登場人物
桂木綾（かつらぎ あや）
本作の主人公。元々は大病院の跡取り娘。専業主婦で夫に健気に尽くす献身的な性格だが、裏切られた衝動で凶行に走ってしまう。
桂木（かつらぎ）
綾の夫。自分本位な性格。母子家庭で育ったため、大家族に憧れている。しかし、一向に妊娠する兆候を見せない綾への愛情が薄れ、悦子との間に子供を作ってしまう。それらの代償として、綾に生き埋めにされてしまう。
悦子（えつこ）
桂木の愛人である若い女。したたかな性格。桂木とは2年ほど前から不倫関係にあった模様。綾に対して自分の存在を隠すことなく、むしろアピールしたりするなどの行為を繰り返したため、その報復として惨殺されてしまう。
淳一（じゅんいち）
桂木と悦子の間に生まれた隠し子。生後間もない乳児。母ともども惨殺される。